# Trung Phương
Trung Phương (中方县) Hán Việt: Trung Phương huyện) là một huyện của địa cấp thị Hoài Hóa, tỉnh Hồ Nam, Cộng hòa Nhân dân Trung Hoa. Huyện Trung Phương được thành lập ngày 29 tháng 11 năm 1997. Huyện này có diện tích 1467 km2, dân số năm 2004 là 262.447 người. GDP năm 2004 là 12.757 nhân dân tệ.